# Palo Verde, Carrillo Puerto
Palo Verde är en ort i Mexiko.   Den ligger i kommunen Carrillo Puerto och delstaten Veracruz, i den sydöstra delen av landet, 280 km öster om huvudstaden Mexico City. Palo Verde ligger 211 meter över havet och antalet invånare är 183.
Terrängen runt Palo Verde är platt, och sluttar brant österut. Runt Palo Verde är det ganska tätbefolkat, med 62 invånare per kvadratkilometer. Närmaste större samhälle är Cuitláhuac, 13,5 km väster om Palo Verde. Omgivningarna runt Palo Verde är en mosaik av jordbruksmark och naturlig växtlighet.